# Juicio de la Comisión de la Mafia
El Juicio de la Comisión de la Mafia (cuyo nombre completo es: Los Estados Unidos contra Anthony Salerno y otros) fue un juicio penal llevado ante el Tribunal de Distrito de los Estados Unidos para el Distrito Sur de Nueva York en la ciudad de Nueva York, Estados Unidos, que duró desde el 25 de febrero de 1985 hasta el 19 de noviembre de 1986. Utilizando las pruebas obtenidas por la Oficina Federal de Investigación (FBI), 11 figuras del crimen organizado, incluidos los jefes de las "Cinco Familias" de la ciudad de Nueva York, fueron acusados por el Fiscal de los Estados Unidos Rudolph Giuliani en virtud de la Ley de Organizaciones Corruptas e Influenciadas por el Chantaje (RICO) por cargos que incluían extorsión, chantaje laboral y asesinato. Ocho de ellos fueron declarados culpables en virtud de la ley RICO, y la mayoría fueron condenados a 100 años de prisión el 13 de enero de 1987, la máxima sentencia posible en virtud de dicha ley.
El caso asestó un golpe a "La Comisión", un comité dirigente formado por los jefes de las Cinco Familias de Nueva York que se reunía para resolver disputas o discutir actividades delictivas. La revista Time calificó el juicio como el "Caso de los casos" y posiblemente "el asalto más importante a la infraestructura del crimen organizado desde que el alto mando de la Mafia de Chicago fue barrido en 1943", y citó la intención declarada por Giuliani: "Nuestro enfoque... es acabar con las cinco familias".

## Antecedentes
En 1983, la Oficina Federal de Investigación grabó varias conversaciones grabadas de teléfonos intervenidos en las que se escuchaba a Ralph Scopo extorsionando a contratistas. Scopo fue el presidente del Consejo de Distrito de los Trabajadores del Cemento y el Hormigón del Sindicato Internacional de Trabajadores de Norteamérica desde 1977 hasta abril de 1985. Durante este tiempo, Scopo utilizó su posición para extorsionar a los contratistas de cemento en Nueva York a cambio de grandes contratos de construcción y paz laboral. Los contratos de entre 2 y 15 millones de dólares se reservaban para un club de contratistas llamado el "Club del Hormigón", que eran seleccionados por La Comisión. A cambio, los contratistas daban un soborno del dos por ciento del valor del contrato a La Comisión.
Gennaro Langella supervisó varios chanchullos laborales para la familia criminal Colombo, incluida su participación en el Club del Hormigón, y ejerció el control sobre varios sindicatos, incluido el Consejo de Distrito de los Trabajadores del Cemento y el Hormigón, Local 6A. Anthony Salerno también tenía intereses de control ocultos en S & A Concrete Co. y Transit-Mix Concrete Corp.
A principios de la década de 1980, Anthony Corallo proporcionó involuntariamente al gobierno pruebas que prácticamente acabarían con su carrera. A lo largo de los años, Corallo y Salvatore Avellino establecieron un dominio sobre el negocio del transporte de residuos en Long Island. Para reunir pruebas contra Avellino, los miembros del Grupo de Trabajo contra el Crimen Organizado del Estado de Nueva York (OCTF) utilizaron al informante encubierto Robert Kubecka, propietario de una empresa de transporte de basura del condado de Suffolk (Nueva York). Desde la década de 1970, Kubecka se había negado a participar en el control mafioso del negocio de transporte de basuras y había sufrido un amplio acoso como consecuencia de ello. En 1982, Kubecka aceptó llevar un dispositivo de vigilancia durante las reuniones con los mafiosos. Aunque Kubecka no pudo acercarse al propio Avellino, la información que recopiló acabó convenciendo a un juez para que permitiera una intervención telefónica en el teléfono particular de Avellino en Nissequogue, Nueva York. La intervención del teléfono de casa también fue decepcionante para los agentes; sin embargo, reveló que Avellino llevaba a Corallo de un lado a otro todo el día en el coche de Avellino.
En 1983, miembros del Grupo de Trabajo contra el Crimen Organizado del Estado de Nueva York (OCTF) instalaron un dispositivo de vigilancia electrónica en el interior del salpicadero del Jaguar de Avellino mientras éste y su esposa estaban en una cena con baile. A continuación, los agentes escucharon muchas conversaciones entre Corallo, Avellino y otros mafiosos mientras conducían por la ciudad. De estas conversaciones grabadas, la OCTF conoció la estructura interna de la Comisión, su historia y sus relaciones con otras familias del crimen. Estas conversaciones fueron compartidas con los fiscales federales y les proporcionaron una prueba inestimable contra Corallo y otros jefes de la familia en el juicio de la Comisión de la Mafia.

## Juicio

### Acusados

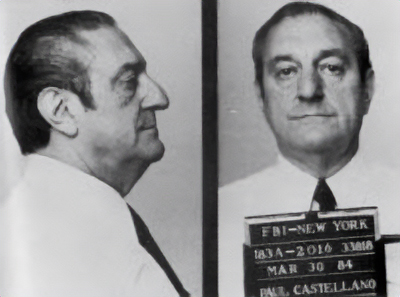
Paul Castellano

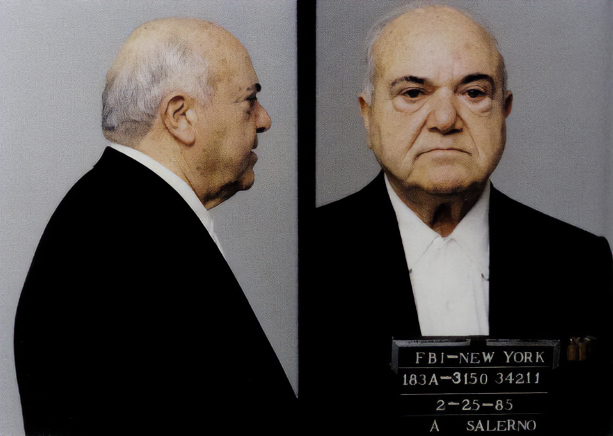
Anthony Salerno

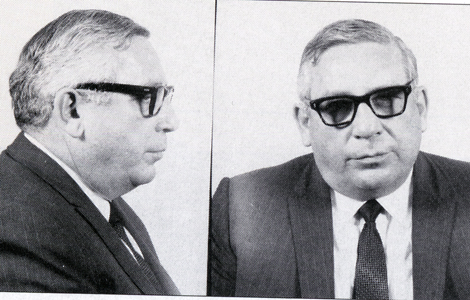
Anthony Corallo

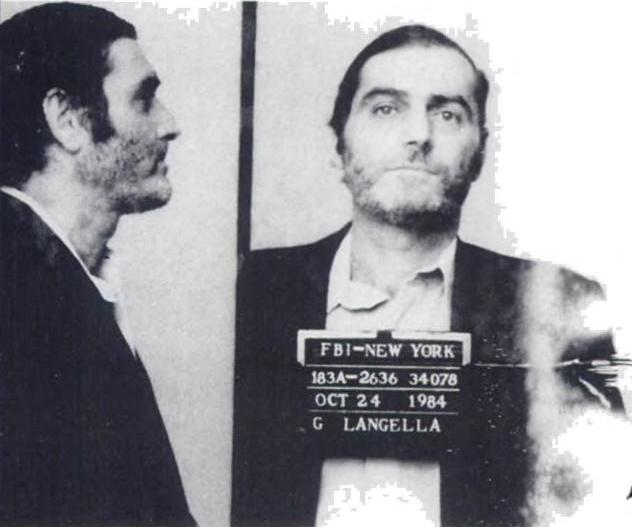
Gennaro Langella

Las acusaciones y detenciones del 25 de febrero de 1985 incluyeron a nueve acusados:
- Paul "Big Paul" Castellano, jefe de la familia criminal Gambino
- Anthony "Fat Tony" Salerno, jefe de la familia criminal Genovese
- Anthony "Tony Ducks" Corallo, jefe de la familia criminal Lucchese
- Philip "Rusty" Rastelli, jefe de la familia criminal Bonanno, así como sus subordinados,
- Aniello Dellacroce, subjefe de la familia Gambino.
- Gennaro "Gerry Lang" Langella, subjefe de la familia Colombo
- Salvatore Santoro, subjefe de la familia Lucchese
- Christopher Furnari, consigliere de la familia Lucchese
- Ralph "Little Ralphie" Scopo, soldado de la familia Colombo

Fueron añadidos poco después:
- Carmine "Junior" Persico, jefe de la familia del crimen Colombo
- Stefano Canone, consigliere de la familia Bonanno
- Anthony "Bruno" Indelicato, capo de la familia Bonanno[13]

### Desarrollo
El 25 de febrero de 1985, nueve líderes de la Mafia de Nueva York fueron acusados de tráfico de estupefacientes, usura, apuestas ilegales, chantaje laboral y extorsión a empresas de construcción. El 1 de julio de 1985, los nueve hombres originales, a los que se añadieron otros dos líderes de la mafia neoyorquina, se declararon no culpables de una segunda serie de cargos de crimen organizado como parte del juicio. Los fiscales pretendían golpear a todas las familias del crimen a la vez utilizando su participación en la Comisión. El 2 de diciembre de 1985, Dellacroce murió de cáncer. Castellano fue posteriormente asesinado el 16 de diciembre de 1985.
Según el sicario de Colombo y el informante del FBI Gregory Scarpa, Persico y el jefe de los Gambino John Gotti respaldaron un plan para matar al fiscal principal, y futuro Alcalde de Nueva York, Rudy Giuliani a finales de 1986, pero fue rechazado por el resto de la Comisión.
A principios de la década de 1980, la familia Bonanno fue expulsada de la Comisión debido a la infiltración de Donnie Brasco, y aunque Rastelli fue uno de los hombres inicialmente acusados, esta expulsión de la Comisión en realidad permitió que Rastelli fuera retirado del Juicio de la Comisión, ya que posteriormente fue acusado de cargos de chantaje laboral por separado. Habiendo perdido previamente su puesto en la Comisión, los Bonanno sufrieron menos exposición que las otras familias en este caso.
Cuando los abogados de los mafiosos acusados revisaron las pruebas, se dieron cuenta de que las posibilidades de sus clientes en el juicio eran escasas. Sin embargo, cuando sondearon las posibles condiciones de negociación de los cargos, Giuliani exigió que los acusados se declararan culpables de los cargos más duros de la acusación, que conllevaban penas que prácticamente les habrían asegurado la muerte en prisión. Los siete abogados defensores, así como el asesor jurídico de Persico (éste actuaba como su propio abogado) decidieron entonces admitir que la Mafia y la Comisión existían, pero argumentaron que la pertenencia a la Mafia o el hecho de ser un jefe no eran en sí mismos pruebas de actividad delictiva. Los mafiosos se opusieron inicialmente, creyendo que eso supondría una violación del código de omertà. Sin embargo, los abogados convencieron a sus clientes de que no podían negar de forma creíble la existencia de la Mafia a la vista de sus propias referencias registradas a la misma. Finalmente, los mafiosos aceptaron esta estrategia siempre que no tuvieran que admitir personalmente la existencia de la Mafia.
De ahí que, durante su declaración inicial, el abogado de Santoro, Samuel Dawson, dijera al jurado que no había duda de que "la mafia existe y tiene miembros", pero preguntó: "¿Pueden aceptar que el hecho de que una persona sea miembro de la mafia no significa que haya cometido los delitos que se le imputan en este caso?" Fue la primera admisión en un tribunal abierto de que la Mafia existía.

### Veredictos
Tras seis días de deliberaciones, el jurado condenó a ocho acusados por crimen organizado el 19 de noviembre de 1986, con la excepción de Indelicato que fue condenado por el asesinato de Carmine Galante, y fueron sentenciados por el juez Richard Owen el 13 de enero de 1987, de la siguiente manera:

Acusado
Posición
Condena
Estado
Fecha de la muerte

| Anthony "Fat Tony" Salerno          | Jefe de la familia criminal Genovese       | 100 años de prisión y multa de 240.000 dólares      | Fallecido                                                  | 27 de julio de 1992, MCFP Springfield                       |
| Antonio "Tony Ducks" Corallo        | Jefe, Familia Lucchese                     | 100 años de prisión y una multa de 240.000 dólares. | Fallecido                                                  | 23 de agosto de 2000, MCFP Springfield                      |
| Salvatore "Tom Mix" Santoro         | Subjefe, familia Lucchese                  | 100 años de prisión y multa de 250.000 dólares      | Fallecido                                                  | En enero de 2000, bajo custodia federal.                    |
| Christopher "Christie Tick" Furnari | Consigliere, familia Lucchese              | 100 años de prisión y una multa de 240.000 dólares. | Fallecido; había sido liberado el 19 de septiembre de 2014 | 28 de mayo de 2018                                          |
| Carmine "Junior" Persico            | Jefe, Familia Colombo                      | 100 años de prisión y multa de 240.000 dólares      | Fallecido                                                  | 7 de marzo de 2019, Centro Médico de la Universidad de Duke |
| Gennaro "Gerry Lang" Langella       | Jefe en funciones/subjefe, familia Colombo | 100 años de prisión y multa de 240.000 dólares      | Fallecido                                                  | 15 de diciembre de 2013, MCFP Springfield                   |
| Ralph "Ralphie" Scopo               | Soldado, familia Colombo                   | 100 años de prisión y multa de 240.000 dólares      | Fallecido                                                  | 9 de marzo de 1993, bajo custodia federal                   |
| Anthony "Bruno" Indelicato          | Capo, Familia Bonanno                      | 40 años de prisión y multa de 50.000 dólares        | Liberado en 1998                                           | N/A                                                         |

Inicialmente, Salerno había sido señalado como el jefe de la familia Genovese. Sin embargo, poco después del juicio, la mano derecha de Salerno durante mucho tiempo, Vincent "El Pez" Cafaro, convertido en informante, dijo al FBI que Salerno había sido una fachada para el verdadero jefe, Vincent "Chin" Gigante. Cafaro también reveló que la familia Genovese había mantenido esta treta desde 1969. Sin embargo, según el reportero de crimen organizado de New York Times Selwyn Raab, esto no habría puesto en peligro la condena de Salerno en el Juicio de la Comisión ni su sentencia de 100 años. En su libro, Five Families, Raab señaló que Salerno había sido juzgado y condenado por actos criminales específicos, no por ser el jefe de los Genovese.